# Enrico Alberto D'Albertis
Pour les articles homonymes, voir D'Albertis.
Enrico Alberto D'Albertis, né à Voltri le 23 mars 1846 et mort à Gênes le 3 mars 1932, est un explorateur, navigateur et écrivain voyageur italien.

## Biographie
Enrico D'Albertis naît au sein d'une famille extrêmement fortunée de l'industrie du textile, fils cadet des trois fils de Filippo D'Albertis et de son épouse, née Violanta Giusti. Il est le cousin germain du futur explorateur naturaliste, Luigi Maria D'Albertis (1841-1901). Il poursuit ses études au collège de Moncalieri, puis entre à l'Académie de marine de Gênes dont il sort en 1866 comme garde-marine. Il participe la même année à la bataille de Lissa contre la marine austro-hongroise. Ensuite, il embarque à bord des cuirassés Ancona et Formidabile. Il donne sa démission de la marine de guerre en 1870, avec le grade de garde-marine de première classe et entre dans la marine marchande. L'année suivante, il conduit à bord de l’Emilia le premier convoi italien par le canal de Suez.
Poussé par son goût de l'aventure, il cède ses parts de l'entreprise familiale et navigue de façon ininterrompue de 1874 à 1880. Il traverse de long en large la Méditerranée à bord du yacht Violante, accompagnant ainsi en 1877 le marquis Doria, le professeur Issel et l'entomologiste Raffaello Gestro à une expédition scientifique. Deux ans plus tard, il fonde le Yacht Club royal italien (Regio Yacht Club italiano) avec le marquis Doria, le marquis impérial, le comte Ponza di San Martino, Vittorio Augusto Vecchi et d'autres. Le fanion de la Violante (étoile blanche sur champ d'azur) demeure pendant des années l'emblème du club. C'est aussi pendant cette période qu'il effectue ses trois voyages autour du monde.
À partir de 1882, il décide de se consacrer à des croisières plus engageantes et utilise une embarcation plus importante, le Corsaro, qui le pousse jusqu'au Salvador en utilisant les mêmes instruments de mesure que du temps de Christophe Colomb. Il fait un court séjour à New York pour recevoir le salut officiel des autorités américaines. Le succès de son entreprise lui vaut d'être élevé au grade de capitaine de corvette de la réserve. Il fait son deuxième tour du monde entre 1895 et 1896, puis il passe les années suivantes à visiter l'Italie et l'Europe.
À partir de 1900, il voyage en Afrique. Il navigue le long des côtes de la Tripolitaine, d'Algérie et de Tunisie et puis en Abyssinie (1902) et en Somalie (Benadir) (1905). Il passe régulièrement par l'Égypte et le Soudan. Il fait la connaissance de l'égyptologue Schiaparelli et participe à des fouilles à Louxor et dans la Vallée des Reines.
En 1906, il visite l'Afrique orientale, Harraré, l'actuel Ouganda et Victoria Nyanza ; il fait le tour de l'Afrique en 1908, parvenant à Johannesbourg. En 1910, il effectue son troisième tour du monde.
Au déclenchement de la Première Guerre mondiale, il participe volontairement à des opérations de patrouille en mer Tyrrhénienne, obtenant ainsi la croix de guerre.

## Collections

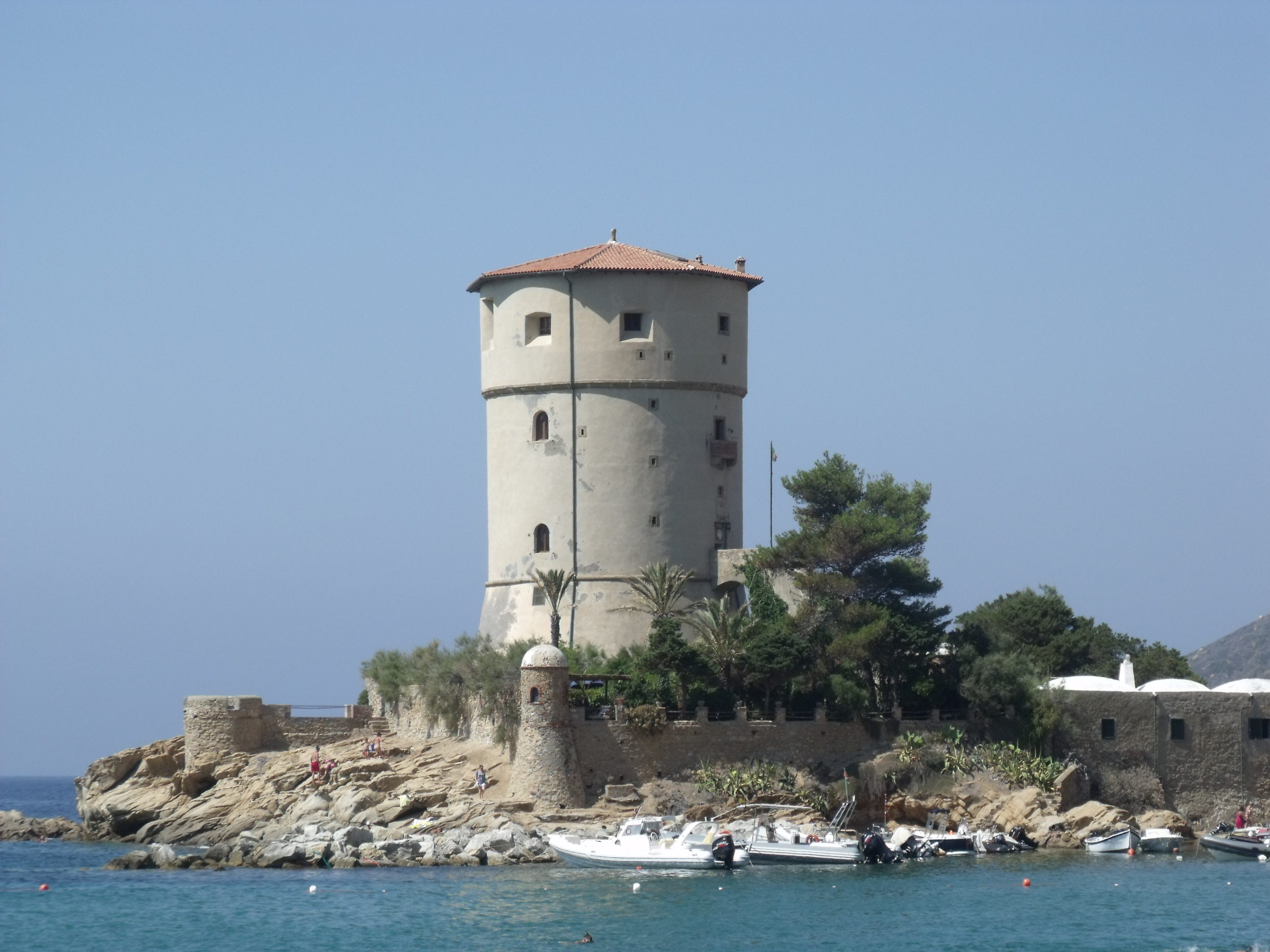
Vue de la Torre del Campese.

Au retour de ses voyages, le capitaine D'Albertis enrichit sa collection d'armes provenant de l'actuelle Malaisie, d'Australie, de l'Empire ottoman, des Amériques et d'Espagne, ainsi qu'une quantité d'objets exotiques qui font partie aujourd'hui du musée des cultures du monde de Gênes, dans son château néo-gothique qu'il fit construire à partir de 1886, le castello d'Albertis, en haut du mont Galletto, et qu'il lègue à la ville de Gênes à sa mort.
Il y demeurait entre ses voyages, mais préférait soigner son arthrite et ses rhumatismes dans une petite maison de bois de style colonial à Noli à pic sur la mer et qu'il appelait son « ermitage ». L'excentrique capitaine faisait aussi des séjours de villégiature dans la Torre del Campese, tour qu'il avait achetée à l'île de Giglio.
Il était ami avec de fameux voyageurs et naturalistes de son temps, comme Odoardo Beccari, le marquis Doria, Arturo Issel, Leonardo Fea, Paolo Emilio Thaon di Revel, Umberto Cagni, l'archiduc Louis-Salvador de Habsbourg-Toscane, etc.
Sa devise était Tenacior catenis.

## Publications

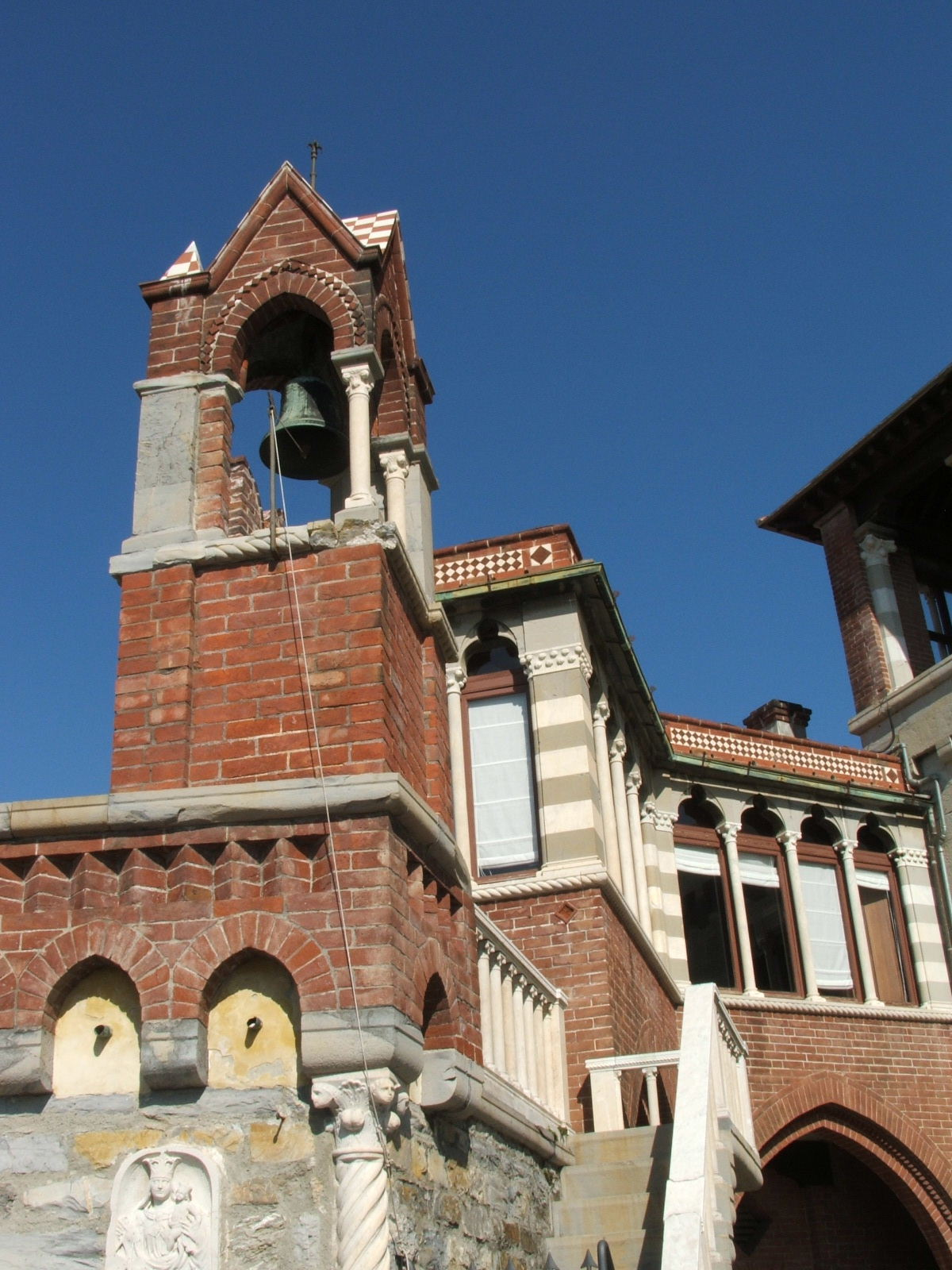
Vue d'un clocheton du castello d'Albertis.

- Campagna dello yacht "Corsaro" in America, in: Rivista Marittima, anno XXVI, fascicolo XII, supplemento, Roma 1893, p. 5–9.
- Come la navigazione da diporto possa validamente contribuire allo studio della Geografia fisica dei mari e dei laghi in: Atti I Cong. Geogr. It., (Genova 1892), Genova, 1894 vol. II, p. 72–92.
- Come si formarono le cascate dello Zambesi, Caffaro di Genova, 22 novembre 1908.
- Crociera del "Corsaro" a San Salvador, Milano, Treves, 1898; Torino, Paravia, 1920.
- Crociera del "Corsaro" alle Azzorre, Milano, Treves, 1888.
- Crociera del "Corsaro" alle isole Madeira e Canarie, Genova, R. Istituto Sordomuti, 1884; Torino, Paravia, 1912.
- Crociera del "Violante" comandato dal Capitano Armatore E. D'Albertis durante l'anno 1876, Genova R. Istituto Sordomuti, 1877[1].
- Davanti alle grandi cascate dello Zambesi, Caffaro di Genova, 18 novembre 1908.
- Della balestriglia e dell'istrumento astronomico adoperato dal pilota indiano Maleno Canà nel primo viaggio alle Indie fatto da Vasco de Gama nel 1497-1499, in: Atti I Congr. Geogr. It. (Genova, 1892), Genova, 1894 vol. II, p. 368–372.
- Di fronte alle cascate Vittoria, Caffaro di Genova, 20 novembre 1908.
- Il Niagara africano, Caffaro di Genova, 19 novembre 1908.
- In Africa: Victoria Nyanza e Benadir, Bergamo, Istituto Arti Grafiche, 1906.
- Intorno alle cascate dello Zambesi, Caffaro di Genova, 21 novembre 1908.
- La bandiera italiana a San Salvador, Caffaro di Genova, 18 ottobre 1894.
- La forza idraulica delle cascate dello Zambesi, Caffaro di Genova, 23 novembre 1908.
- Le costruzioni navali e l'arte della navigazione ai tempi di Cristoforo Colombo, in: Raccolta di documenti e studi, pubblicata dalla R. Commissione Colombiana per il IV centenario della scoperta dell'America", Roma, parte IV, vol. 1, 1893.
- Lettere dall'altro emisfero N. 16 puntate. Supplemento al Caffaro di Genova, 21 ottobre-15 novembre 1896.
- Memoria storica sulle comunicazioni interoceaniche attraverso il grande istmo americano e breve cenno sui diversi canali progettati, in: Giornale della Soc. delle letture e conversazioni scientifiche di Genova, Genova III, t. IX, p. 8–51, Genova Tip. Sambolino, 1879.
- Periplo dell'Africa, Libreria Int. F.lli Treves, Genova, 1910.
- Priorità dei Genovesi nella scoperta delle Azzorre, in Atti del Terzo Congresso Geografico Italiano, vol. II, Tipografia Ricci, Firenze 1899.
- Sulla traccia del primo viaggio di Cristoforo Colombo verso l'America, in Boll. Soc. Geogr. It., Roma S. III, vol. VI (1893), p. 741–751.
- Una crociera sul Nilo, Khartoum, Gondokoro, Torino, Paravia, 1904; Torino, Paravia, 1911.
- Una gita al Kordofan, Caffaro di Genova, 14-15 maggio 1912 (2 puntate).
- Una gita all'Harrar, Milano, Treves, 1906.
- Una gita alle rovine di Zimbabui, in Boll. Soc. Geogr. It., Roma s. IV, vol. IX (1908), p. 1251–1283.
- Una notte al Cabo Tormentoso, Caffaro di Genova, 30 settembre-12 ottobre 1908.
- Una visione dell'Isola di Ascensione, Caffaro di Genova 3 dicembre 1908.
- Una visita a Giuseppe Garibaldi. Reminiscenze, Ann. Del R. Yacht Club Italiano, 1911.
- Una visita all'isola di Sant'Elena (2 puntate), Caffaro di Genova, 24-25 agosto 1908.
- Una visita alla gran diga di Assuan, Caffaro di Genova 31 marzo 1908.
- Victoria Falls - Tre giorni alle grandiose cascate dello Zambesi, Caffaro di Genova, 16 novembre 1908

### Sources
- Page du site Musei di Genova

- (it) Cet article est partiellement ou en totalité issu de l’article de Wikipédia en italien intitulé « Enrico Alberto d'Albertis » (voir la liste des auteurs).